# Mini Transat 6.50
A Mini Transat 6.50 - más néven Transat 650 - egy transzatlanti, kb. 7400 km-es (4000 tengeri mérföldes) nonstop szólóvitorlás verseny, mely Franciaországból indul és az Atlanti-óceán átszelésével a másik kontinensen ér véget. Egyetlen megállója Madeirán vagy a Kanári-szigeteken van. Kisméretű, óceáni körülményekre fejlesztett, speciális hajókkal teljesítik, amelyek pontos méreteit a Miniclasse 6.50 hajóosztály szabályai határozzák meg. A  hajók hossza 6,5 m, szélességük 3,0 m, merülésük 2,0 m lehet.

## 6.50 Osztály
A Mini 6.50 hajók nagyon gyors vitorlások, melyek sebessége elérheti a 25 csomót is. Az árbóc hossza a hajótest hosszának kétszerese: vitorlái hatalmas felületen fogják a szelet.
2 hajóosztály van: széria és prototípus. A széria kategória kötött dizájnú minikből áll. A prototípusok (röviden: protók) nincsenek annyira korlátozva szabályokkal, mint a széria hajók dobozszabálya, használhatnak például dönthető keelt és karbont. A prototípus miniosztály átlagosan 7%-kal gyorsabb.

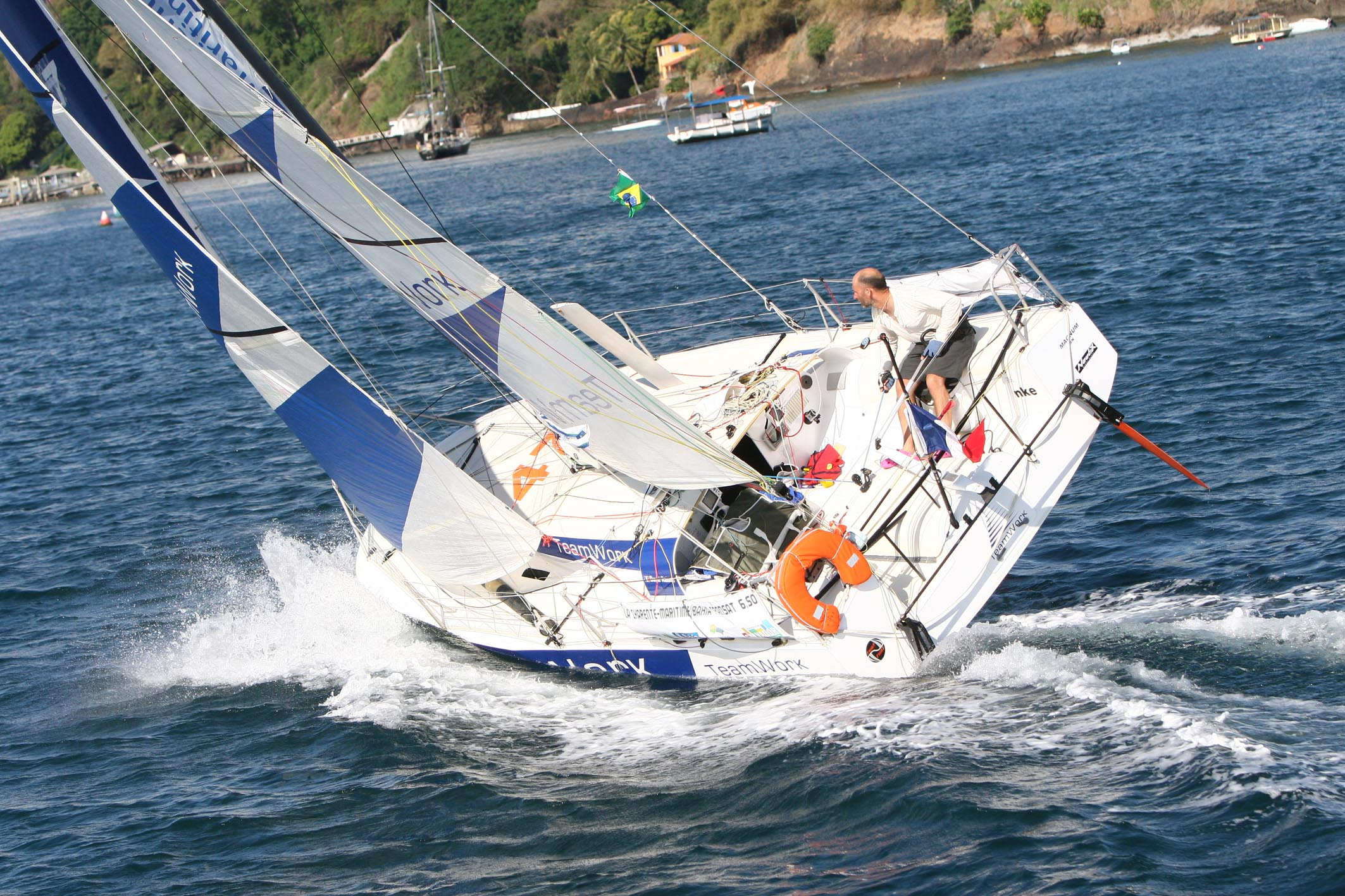
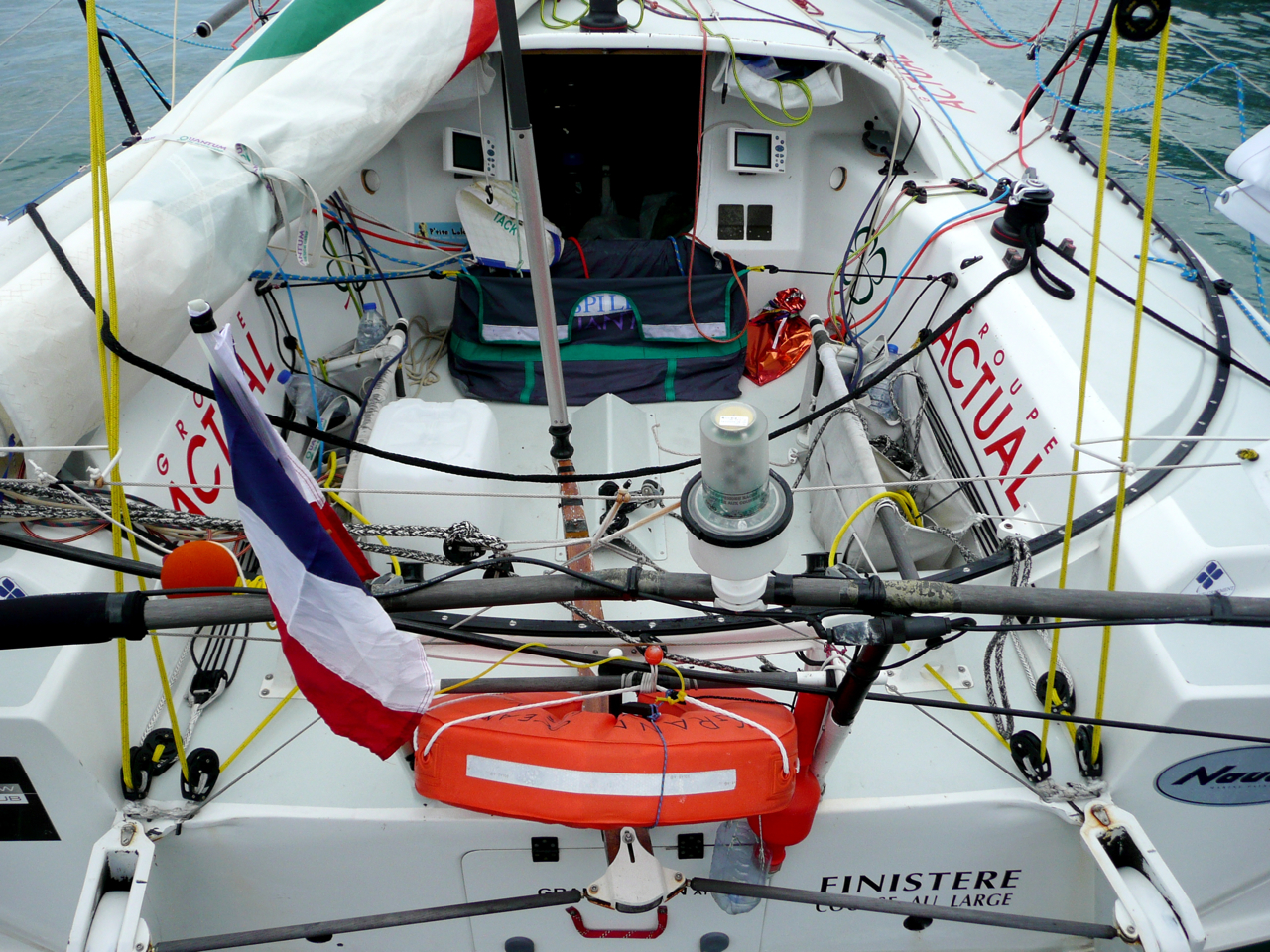
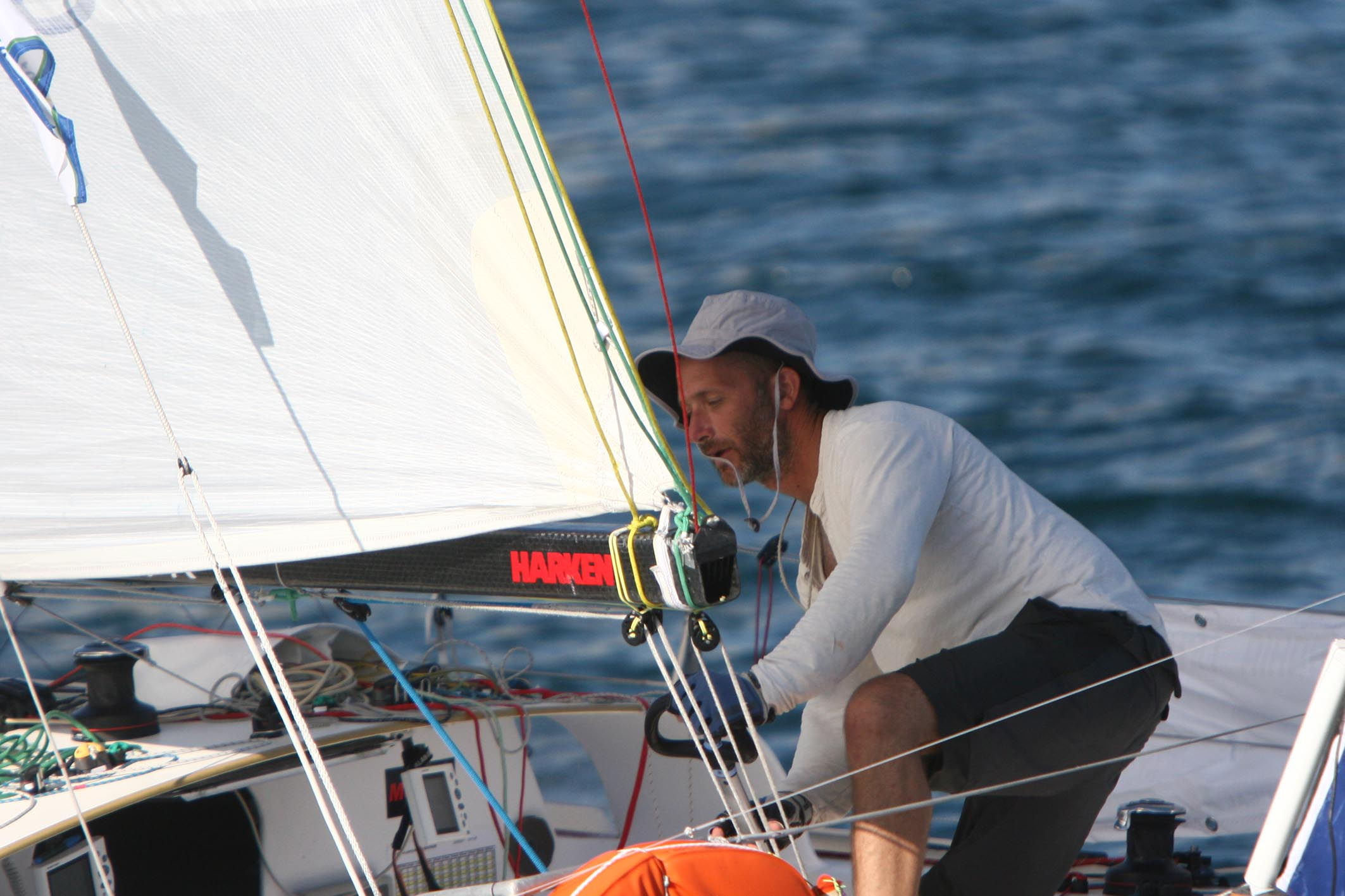
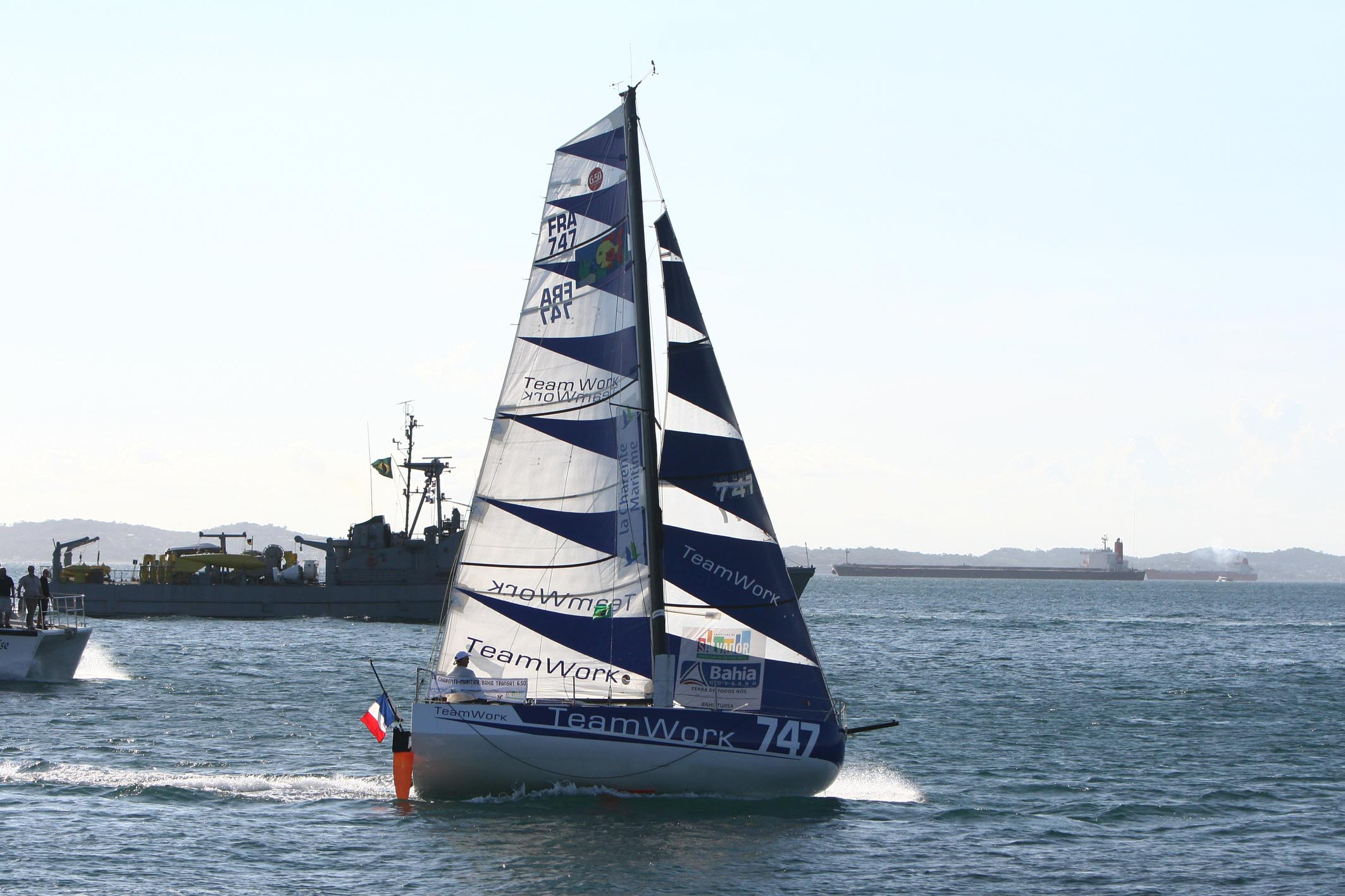
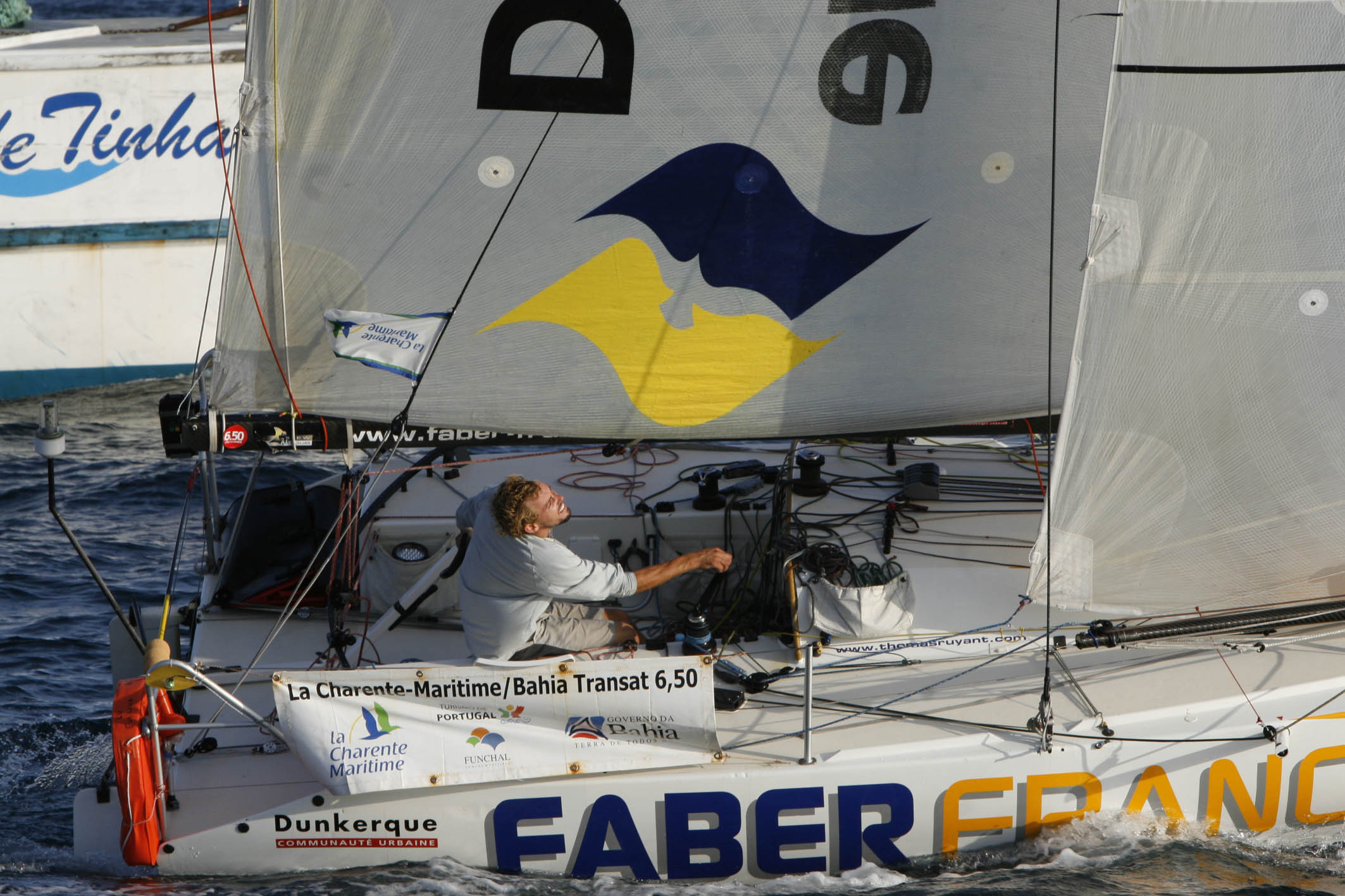

A mini hajóosztály viszonylagos olcsósága egyúttal azt is jelentette, hogy a fejlesztések és az újítások melegágya lett. A one-design versenyekkel ellentétben - ahol a hajók tervezését szigorúan ellenőrzik, és a tervezőnek az a feladata, hogy a versenyszabályokban megtalálja a kibúvókat - a nyitott Mini-osztály támogatja a minél nagyobb mérvű kísérletezéseket és a verseny emberpróbáló természete miatt az új elképzelések igen rövid időn belül élesben is kipróbálhatóak. Következésképp: amit egy minin kitaláltak, azt könnyedén alkalmazni lehet egy 60 láb hosszú hajón is, s ez egyben azt is jelenti, hogy ez az osztály gyakran az egytestű hajók fejlesztésének alapja. Ilyen újdonság volt például a vízballaszt, a billenő keel, az ikerkormány, a Kevlar-vitorlák és a tagolt orrsudár. Michel Desjoyeaux az 1991-es versenyen próbálta ki először a billenő tőkesúlyt. Az ötletet hamarosan a Vendée Globe Open 60-asain és sokmás hajón is nagy sikerrel alkalmazták.

### A Mini 6.50 szabályai
- Maximum hajóhossz: 6,5 m (21′)
- Maximum szélesség: 3 m (10′)
- Maximum merülés: 2 m (6’7″)
- Minimum átlagos szabadoldal magasság: 750 mm (30″)
- Maximális vízballaszt: 2×200 liter
- A kokpit padlójának minimális magassága a vízvonal felett: 150 mm (6″)
- A vitorlák maximális száma 8, beleértve a viharvitorlákat
- Kötelező navigációs eszközök: tájoló, kézi mélységmérő, szextáns, távcső
- Kötelező biztonsági felszerelés: mentőtutaj, túlélőcsomag, EPIRB, vészjelző rakéták, túlélőruházat, védőkorlát, biztonsági heveder, mentőmellény, horgony (8 kg/18 font), radarreflektor, ködkürt, kombinált háromszínű navigációs fény az árbóc csúcsán, elsősegélycsomag, viharhorgony, evezőlapát.

### Történelem
Mini Transat-ként vált ismertté a Classe Mini 6.50 szóló vitorlás versenye, melyet egy szakképzett szkipper és megszállott szólóversenyző hozott létre, a brit Bob Salmon, válaszul az Ostar szólóvitorlás transzatlanti versenyre (1976), melyre a bejutás költségei egyszerűen előteremthetetlenül magasak voltak, nem beszélve a horribilis összegű 40 lábas hajókról. Így Bob Salmon vadonatúj óceán-átszelő versenyének az lett a fő cél kitűzése, hogy egy olyan magas színvonalú vitorlásverseny szülessen meg, mely kigazdálkodható lehessen még az alacsonyabb költségvetésűek számára is, így kizárva az esetleges visszaéléseket; a hajók hossza nem haladhatja meg a 6.50 métert.
Az első két évadot 1977-ben és 1979-ben szervezték oly szellemben, mely tükrözte az egyszerűség és szerénység alapvető elveit. 1977-ben 23-an indultak a versenyen, rá két évre 32-re nőtt a létszám a hatalmas sikerre és népszerűségre való tekintettel.
1991-ben már 68 indulója volt a Mini Transat-nak és ebben az évben nyert a francia Michael Desjoyeaux, aki jelenleg talán a legjobb szólóvitorlázó. A verseny történetében számos olyan vitorlázó feltűnt, aki később nevet szerzett magának a Vendée Globe vagy ehhez hasonló nívós versenyek során. Ilyenek például Marc Thiercelin, Bernard Stamm vagy akár Isabelle Autissier a Mini 6.50 kimagasló indulói közül.
A szervezők tartották magukat az eredeti elképzeléshez és a Mini Transat mindvégig megmaradt egy megfizethető egykezes vitorlásversenynek, melytől egyenes út vezet a földkerülő óceáni vitorlázás felé. A Mini Transat 6,50 vitorlás verseny legendája 2 évente összegyűjti a vitorlázókat szerte a világról, hogy közösen tegyék tiszteletüket a világ legnemzetközibb egyszemélyes óceáni versenyén, melyen a legelhivatottabb, legelszántabb vitorlázók sorakoznak fel a rajtvonalnál minden páratlan évben.

### Kvalifikáció
A Mini Transat 6.50 egykezes vitorlás versenyre való bejutást is természetesen egyfajta kötelező felkészítő kvalifikáció előzi meg, ami által megmutatkozik a vitorlázó tudása és a pszichológiai rátermettsége a szólóvitorlázásra és a magányos navigációra. Egyedül átszelni az Atlanti-óceánt nem könnyű feladat: igazi személyes elkötelezettséget és felelősségteljes döntéseket kíván meg, mert az óceán közepén senkire nem számíthat a magányos vitorlázó. A kvalifikáció tehát arra van kitalálva, hogy felkészülhessen a nagy kalandra az elszánt szkipper. Ehhez 2 éven keresztül különböző versenyeket kell teljesíteni, melynek több szintű, úgynevezett minősítő besorolása van. Ez a felkészítő kvalifikáció mind szóló, mind páros versenyeket magában foglal. A kvalifikáció időszakában több, mint 2000 tengeri mérföldet kell teljesíteni, ami körülbelül 3704 kilométernek felel meg.

## A verseny
A mindenre felkészítő kvalifikáció teljesítését követően a szkipper elindulhat a következő Mini Transaton, ahol már közel 8000 kilométer teljesítése a cél: külső támogatás, útvonal megállapítás és navigációs segítség nélkül, a legjobb vitorlázókkal együtt elrajtolva Franciaországból akár több, mint egy hónapos nonstop vitorlázással, előre kiszámíthatatlan időjárási viszonyok között.
A Mini Transat 6.50 nem egy egyszerű hosszú sprint az Észak-Atlanti passzátszelekben; hanem eklektikus keveréke a meteorológiai kondícióknak, melyhez számottevő szakértelem szükséges. Nincsen nyeremény, de nem is a győzelem hajtja a szólóvitorlázókat: a Mini Transat teljesítése felér egy személyes győzelemmel. 2 csoportja van a versenyzőknek: akik teljesítették a távot, és akik nem tudták befejezni. Az utóbbiak általában nem adják fel, a következő szériában ismét megpróbálják. A nem-teljesítés számíthat csak veszteségnek, a többi szkipper, aki beér a célvonalba, mind nyertes.
A verseny veszélyessé is válhat, az induló szólóvitorlázóknak számolniuk kell a kockázatokkal. A versenyzők egyhuzamban körülbelül 20 percet aludhatnak, ekkora a látótávolság kiszámítható időjárási körülmények között. Ekkor az autopilotra bízzák az irány tartását, de ez sem jelent teljes biztonságot, hiszen ez idő alatt bármi a hajó elé kerülhet, ami megrongálhatja a testet. A 6.50 osztály az inkubátora a professzionális óceáni vitorlázóknak és az első lépcső az nagyobb óceáni osztályokhoz, úgy mint az Open 40-es, 60-as és a földkerülés.
A Minitransat kihívása mellett van még lehetőségük a szkippereknek 6.50-es minijüket versenyre szállítani, év közben különböző rangos szóló- és páros események várják a 650 vitorlázóikat: Mini Fastnet, Mini Barcelona, Select 650 és Open Demi-Cle.

### Minitransat 2011
A 2011-es Minitransaton 79 induló szkipperből 59-en teljesítették a transzatlanti távját.
Az első szakasz Le Havre kikötőjéből Funchal szigetére a leggyorsabb versenyzőnek, Sébastien Roguestól 8 napot, 20 órát és 46 percet, míg az szakasz utolsó befutójától 11 nap, 11 óra 37 perc és 24 másodperc non-stop vitorlázást követelt meg. Rouges ez alatt a közel 213 óra vitorlázás alatt az első és egyetlen pihenőponthoz érve 1148 mérföldet tett meg, 5.40 csomó átlagsebességgel haladva.
Az első szakaszhoz végéhez érve 77 induló volt még versenyben.
A 2. szakaszt és azzal a 2011-es Mini Transatot proto kategóriában David Raison (747 - TeamWork Evolution) nyerte meg. Az utolsó pályát 17 nap, 6 óra, 13 perc és 32 másodperc alatt teljesítette 7,53 csomós átlagsebességet hajózva, míg a verseny egészét nézve, David Raison leggyorsabb forradalmian új dizájnú prototípus hajója több, mint 26 napot töltött vízen, 6,80-as átlagsebességgel. David Raison a futurisztikus hajójával (Magnum) forradalmat indított a 2011-es versenyen. Fantasztikus manőverezésével és a palackorrú hajódesignnal Raison letett egy mérföldkövet. Kérdésessé vált, hogy a többi nagy gyártó majd követi-e a TeamWork Evolution által kreált designt a következő Transaton vagy maradnak a klasszikus kialakításnál. Ha nem lesz dizájnbeli változás, megkockáztatják a következő széria bukását, de ha a vadiúj dizájnt választják, az a transzatlanti versenyek egészére hatással lesz.
Gwénolé Gahinet (455 – Asso Watever) pedig a 2011 Minitransat széria kategória nyertese!

### Minitransat 2013
51 hajó teljesítette a versenyt, ebből 33 széria és 18 prototípus ért célt Pointe-à-Pitre-ben. 14 különböző nemzet állt a rajtvonalhoz, először indult magyar versenyző, ám Méder Áronnak végül nem sikerült befejeznie a versenyt. Giancarlo Pedote a MiniTransat 2011 győztes David Raison palackorrú Magnum hajójával a 2. helyen ért célba, Benoît Marie prototípus hajója mögött. Szériában Aymeric Belloir aratott győzelmet.

### Magyar induló
Magyar szólóvitorlázó a sorozat 36 éve alatt még nem teljesítette a távot. Méder Áron széria kategóriában vitorlázik, Kovács Tamás pedig prototípus osztályban.